# 松島温泉 (栃木県)
松島温泉（まつしまおんせん）は、栃木県さくら市（旧国下野国）にある温泉。
宮城県の日本三景・松島との混同を防ぐため、観光PRでは氏家松島温泉と表記されることがある。

## 泉質
- アルカリ性単純温泉
  - 源泉温度 39.7℃。
  - pH 9.2。

ぬるぬる感があり、またアトピー性皮膚炎に対する効能があるとされている。

## 温泉街
さくら市の、旧氏家町の郊外に日帰り入浴施設の「松島温泉乙女の湯」が存在する。
施設に併設の自炊棟があり、現代の湯治宿といった趣きである。

## アクセス
- 鉄道 : 東北本線氏家駅よりタクシーで約10分。
- 鉄道 : 東北本線蒲須坂駅より徒歩で約50分。